# هیلی هیندریککس
هیلی هانا هیندریککس (زاده ۲۸ مه 1993) خواننده و ترانه‌سرای آمریکایی اهل پورتلند، اورگان است. در سال ۲۰۱۶، او اولین تک آهنگ خود را با نام Fish Eyes منتشر کرد. اولین آلبوم کامل او با نام من باید یک باغ راه اندازی کنم در مارس ۲۰۱۸ منتشر شد.
هیندریککس در استاکتون، کالیفرنیا در یک خانواده فیلیپینی-آمریکایی به دنیا آمد و در فورست گرو، اورگن بزرگ شد، جایی که آواز خواندن را در کلیسا آموخت. او از دانشگاه ایالتی پورتلند فارغ‌التحصیل شد.

## آهنگ‌شناسی

### آلبوم‌ها
- من نیاز به شروع یک باغ دارم (۲ مارس ۲۰۱۸)

### تک آهنگ‌ها
- Among Horses III (5 اکتبر ۲۰۱۸)
- بدون پوست (پایه موز) (۱۷ مارس ۲۰۱۷)
- چشم ماهی (۲۹ ژانویه ۲۰۱۶)